# Cephalopterus
Cephalopterus (parasolvogels) is een geslacht van vogels uit de familie cotinga's (Cotingidae). Het geslacht telt drie soorten.

## Soorten
- Cephalopterus glabricollis – Penseelparasolvogel
- Cephalopterus ornatus – Amazoneparasolvogel
- Cephalopterus penduliger – Ecuadorparasolvogel